# Tots a la platja
Tots a la platja és una pel·lícula de 2011, dirigida per Matteo Cerami amb Gigi Proietti, Marco Giallini i Ambra Angiolini que s'inspira en Casotto, pel·lícula de 1977 de Sergio Citti que té com a protagonista Gigi Proietti.

## Trama
Aventures de diversos personatges en un balneari en Castel Porziano, a Roma, en una jornada d'estiu: Nino, el cunyat desmemoriat i cleptòman de Maurizio; Maurizio, gestor del bar del balneari; Giovanna, una hostessa lesbiana que descobreix que la seua promesa i companya Sara està embarassada; i finalment Gigi, Nando i la seua nova dona russa.
S'afigen com a acompanyament: la mare paralítica de Maurizio atiborrada de Gaspatxo; una malastruc i una estrella televisiva.

## Cameo
- Pippo Baudo com a ell mateix i Ninetto Davoli com el pescador.

## Curiositats
Ninetto Davoli i Gigi Proietti formaven part també del repartiment de Casotto, de 1977, en el qual la pel·lícula s'inspira clarament. De fet, quan Gigi Proietti recita els noms dels set reis de Roma després d'haver desfet el nus del seu mocador, cita Sergio Citti en lloc de Servio Tullio, evident homenatge al director de la pel·lícula a dalt citada.